# 薏苡仁
薏苡仁（よくいにん）は、ハトムギの種皮を除いた種子を原料にした生薬である。『神農本草経』に収載され、上薬とされる。イボ 取り、利尿作用、肌荒れ、痛みに効果があるとされている。
医療用医薬品としては、関節痛、神経痛、筋肉痛、尋常性疣贅、青年性扁平疣贅といったイボに適応があるものが多い。
。脂漏性角化症（老人性疣贅）は適応ではなく、また日本での治療研究は見つからなかった。皮膚の荒れ、ニキビ、しみの適応症があるものもある。なお、一般用医薬品も市販薬として販売されている。
ヨクイニンの服用で約600人の37.6%の人々で疣贅がなくなったという研究結果がある。成人未満の方が有効率が高いのではという研究結果がある（50名・学童の有効率73%、成人20%）。11人と人数は少ない研究だが、難治性の尖圭コンジローマで36.4%に有効とされた。なおヒトパピローマウイルスの感染は、手足では2型、27型、57型で、尖圭コンジローマでは6型と11型とウイルス型は異なる。
ヨクイニンによって流産、早産といった報告はないが妊娠中は医師に相談することが望ましく、また摂取に過敏になっている妊婦では気にしながら服用する必要もない。